# Pachybrachius fracticollis
Pachybrachius fracticollis är en insektsart som först beskrevs av Peter Samuel Schilling 1829. Enligt Catalogue of Life ingår Pachybrachius fracticollis i släktet Pachybrachius och familjen Rhyparochromidae, men enligt Dyntaxa är tillhörigheten istället släktet Pachybrachius och familjen fröskinnbaggar. Arten är reproducerande i Sverige. Inga underarter finns listade i Catalogue of Life.